# Ermir Lenjani
Ermir Lenjani (Karaçevë, Gnjilane, 5 d'agost de 1989) és un jugador de futbol d'Albània que juga com a migcampista amb el Nantes cedit pel Rennes i la selecció de futbol d'Albània.